# Herclijja (stacja kolejowa)
Herclijja (hebr.: תחנת הרכבת הרצליה) – główna stacja kolejowa w Herclijji, w Izraelu. Jest obsługiwana przez Rakewet Jisra’el.

Stacja znajduje się w zachodniej części miasta Herzlija. Dworzec jest przystosowany dla osób niepełnosprawnych.

## Połączenia
Pociągi z Herclijji jadą do Binjamina-Giwat Ada, Netanji, Tel Awiwu, Lod, Rechowot i Aszkelonu.